# Miklós Nagyőszy
Miklós Nagyőszy, madžarski feldmaršal, * 1896, † 1968.